# Обмежена серія (комікс)
Обмежена серія (англ. limited series) у царині коміксів — серія коміксів із визначеним, обмеженим числом випусків. Обмежена серія відрізняється від продовжуваної серії тим, що кількість випусків визначена наперед і дата останнього номеру планується ще до початку випуску серії. Ця серія також відрізняється від ван-шотних (одноразових) випусків, адже складається з декількох номерів. Термін часто використовується взаємозамінним із «мінісеріями» та «максісеріями», як правило, залежно від тривалості та кількості випусків.
Цей термін у першу чергу належить до серії коміксів. Обмежена серія належить до серії коміксів, у якої є чіткий початок, середина і кінець.— У визначенні видавництва коміксів Dark Horse
Dark Horse Comics і DC Comics ставляться до обмежених серій із двох до одинадцяти випусків як до «мінісерії», а до серій із дванадцяти випусків або більше — як до «максісерії». Інші видавці мають своє бачення терміна.

### Українські видання
| Назва                             | Країна         | Видавництво оригіналу | Видавництво в Україні | Дата публікації   | Вид                                | Номер                              | Сторінки |
| --------------------------------- | -------------- | --------------------- | --------------------- | ----------------- | ---------------------------------- | ---------------------------------- | -------- |
| Бетмен: Убивчий жарт              | DC             | США                   | англійська            | 10 травня 2017    | Графічна новела, з обмеженої серії | Графічна новела, з обмеженої серії | 72       |
| Бетмен: Ноель                     | DC             | США                   | англійська            | 22 січня 2018     | Графічна новела, з обмеженої серії | Графічна новела, з обмеженої серії | 112      |
| Вартові                           | DC             | США                   | англійська            | 21 травня 2018    | Графічна новела, з обмеженої серії | Графічна новела, з обмеженої серії | 532      |
| Бетмен: Повернення Темного лицаря | DC             | США                   | англійська            | 16 вересня 2018   | Графічна новела, з обмеженої серії | Графічна новела, з обмеженої серії | 232      |
| Єнот Ракета                       | Marvel         | США                   | англійська            | 20 листопада 2018 | Графічна новела, з обмеженої серії | Графічна новела, з обмеженої серії | 112      |
| Тор: Глава перша                  | Marvel         | США                   | англійська            | січня 2019        | Графічна новела, з обмеженої серії | Графічна новела, з обмеженої серії | 112      |
| Проклятий Бетмен                  | DC Black Label | США                   | англійська            | травня 2019       | Графічна новела, з обмеженої серії | Графічна новела, з обмеженої серії | Н/Д      |
| Бетмен: Білий лицар               | DC Black Label | США                   | англійська            | жовтня 2019       | Графічна новела, з обмеженої серії | Графічна новела, з обмеженої серії | Н/Д      |